# Overland Monthly
Overland Monthly war eine Literaturzeitschrift, die von Juli 1868 bis Juli 1935 in Kalifornien erschien.
Der Schriftsteller Bret Harte gründete im Juli 1868 die Zeitschrift Overland Monthly und leitete sie auch als deren erster Chefredakteur. Bei der Wahl des Titels nahm sich Harte als Vorbild die in Boston (Massachusetts) erscheinende The Atlantic Monthly. 
Diese Zeitschrift erschien monatlich zwischen Sommer 1868 und Winter 1875. Dann wurde sie aus wirtschaftlichen Gründen eingestellt. Fünf Jahre später reaktivierte dieselbe Redaktion die Zeitschrift unter dem Titel The Californian und nach zwei Jahren – Oktober 1882 – wurde der Titel in The Californian and Overland Monthly geändert.
Dieser zweite Versuch gestaltete sich auch wirtschaftlich erfolgreicher, so dass man mit der Januar-Ausgabe 1883 zum „Originaltitel“ Overland Monthly zurückkehrte und dabei auch mit der Zählung der Ausgaben (Jg. 1 ff.) neu begann. 
1923 fusionierte Overland Monthly mit dem Magazin Out West und änderte ihren Titel in Overland Monthly and the Out West Magazine. Unter diesem Titel wurde mit der Juli-Ausgabe 1935 das Erscheinen eingestellt.

## Mitarbeiter (Auswahl)
| - Ambrose Bierce (1842–um 1914) - Alice Cary (1820–1871) - Willa Cather (1873–1947) - Ina Coolbrith (1841–1928) - Edgar Fawcett (1847–1904) - Bret Harte (1836–1902) - Henry George (1839–1897) | - John Brayshaw Kaye (1841–1909) - Clarence King (1842–1901) - Jack London (1876–1916) - Josephine Clifford McCracken (1839–1921) - Joaquin Miller (1839–1913) - John Muir (1838–1914) - Hugo Wilhelm Arthur Nahl (1833–1889) | - Lola Ridge (1873–1941) - Stephen Powers (1840–1904) - Milicent Shinn (1858–1940) - Clark Ashton Smith (1893–1961) - Charles Warren Stoddard (1843–1909) - Mark Twain (1835–1910) - Frona Eunice Wait (1859–1946) - Joseph Widney (1841–1938) |